# 地域医療機能推進機構横浜保土ケ谷中央病院
地域医療機能推進機構横浜保土ケ谷中央病院（ちいきいりょうきのうすいしんきこうよこはまほどがやちゅうおうびょういん）は、独立行政法人地域医療機能推進機構が神奈川県横浜市保土ケ谷区釜台町に設置する病院。通称JCHO横浜保土ケ谷中央病院（ジェイコーよこはまほどがやちゅうおうびょういん）。旧称横浜船員保険病院（よこはませんいんほけんびょういん）。

## 診療科
（この節の出典）
- 内科
- 精神科
- 神経内科
- 呼吸器科
- 消化器科
- 循環器科
- 小児科
- 外科
- 整形外科
- 皮膚科
- 泌尿器科
- 眼科
- 耳鼻咽喉科
- リハビリテーション科
- 放射線科
- 歯科口腔外科
- 麻酔科
- 脳神経外科
- 形成外科
- 糖尿病内科

## 医療機関の指定・認定
（下表の出典）
| 保険医療機関                                   | 結核指定医療機関                       |
| 労災保険指定医療機関                           | 戦傷病者特別援護法指定医療機関         |
| 指定自立支援医療機関（更生医療）               | 原子爆弾被害者一般疾病医療取扱医療機関 |
| 指定自立支援医療機関（精神通院医療）           | 公害医療機関                           |
| 身体障害者福祉法指定医の配置されている医療機関 | 臨床研修病院                           |
| 生活保護法指定医療機関                         | 特定行為研修指定研修機関               |
| 臨床修練病院等                                 | DPC対象病院                            |

- 救急告示病院（二次救急）[2]

- このほか、各種法令による指定・認定病院であるとともに、各学会の認定施設でもある。

## 交通アクセス
- 相鉄本線「上星川駅」より徒歩約15分[3]
- 相鉄バス横浜駅から浜11系統「釜台住宅第２」停留所下車正面、または上星川駅から浜11系統「横浜保土ケ谷中央病院」停留所下車すぐ[3]